# Telioneura puelengei
Telioneura puelengei är en fjärilsart som beskrevs av Paul Dognin. Telioneura puelengei ingår i släktet Telioneura och familjen björnspinnare. Inga underarter finns listade i Catalogue of Life.